# Jihad Khodr
Jihad Khodr est un surfeur brésilien né le 30 décembre 1983 à Matinhos dans l'État du Paraná, au Brésil.

## Carrière

### Saison 2005
| Compétition        | Lieu   | Date       | Position |
| ------------------ | ------ | ---------- | -------- |
| Santa Catarina Pro | Brésil | 9 novembre | 33       |

### Saison 2007
| Compétition        | Lieu   | Date       | Position |
| ------------------ | ------ | ---------- | -------- |
| Santa Catarina Pro | Brésil | 7 novembre | 17       |

### Saison 2008
| Compétition            | Lieu           | Date         | Position |
| ---------------------- | -------------- | ------------ | -------- |
| Quiksilver Pro         | Australie      | 5 mars       | 33       |
| Rip Curl Pro           | Australie      | 29 mars      | 17       |
| Billabong Pro Teahupoo | Tahiti         | 18 mai       | 33       |
| Globe WCT Fiji         | Fidji          | 6 juin       | 33       |
| Billabong Pro          | Afrique du Sud | 20 juillet   | 33       |
| Rip Curl Pro Search    | Mexique        | 10 août      | 33       |
| Boost Mobile Pro       | États-Unis     | 20 décembre  | 33       |
| Quiksilver Pro France  | France         | 30 septembre | 17       |
| Billabong Pro          | Espagne        | 14 octobre   | 17       |
| Santa Catarina Pro     | Brésil         | 7 novembre   | 17       |